# Charlie Hodge
Charles "Charlie" Hodge (28 de julio de 1933-16 de abril de 2016) fue un portero profesional de hockey sobre hielo canadiense retirado. Jugó para los Montreal Canadiens, Vancouver Canucks y Oakland Seals en la Liga Nacional de Hockey.

## Carrera profesional
El primer juego de la NHL de Hodge ocurrió en 1954 con Montreal. Pero debido a que los equipos en ese momento sólo contaban con un portero, y Montreal tenía quizás al mejor portero de la época en Jacques Plante, Charlie sólo fue utilizado en situaciones de emergencia. Durante este tiempo, jugó principalmente en la AHL. Cuando Plante fue negociado en 1962, Charlie tuvo la oportunidad de jugar a tiempo completo. Ganó dos veces el Trofeo Vezina al mejor portero, una sola en 1963-64 y la compartió con Gump Worsley en 1965-66. El nombre de Hodge aparece en el campeonato de liga Stanley Cup seis veces, aunque en realidad sólo jugó en una de esas finales. También jugó un partido en la final de 1955, pero perdió contra Detroit.

## Logros
- Campeón de la Copa Stanley como portero 1956-58-59-60-65-66 (Montreal)
- Stanley Cup anillo 1991 como Scout (Pittsburgh), pero dejó fuera de la copa.
- Campeón de la Copa Stanley 1992 como Scout (Pittsburgh)
- Jugó en finales 1955 (perdió contra Detroit), 1965 (ganó con Montreal)
- Trofeo Vezina 1964
- Trofeo Vezina (compartido con Gump Worsley) 1966

## Muerte
Hodge murió el 16 de abril de 2016 en Vancouver, Columbia Británica, por complicaciones de un derrame cerebral a la edad de 82 años.